# Ligne 28 du tramway de Bruxelles
La ligne 28 est une ancienne ligne de tramway du tramway de Bruxelles qui a fonctionné jusqu'au 24 novembre 1969.

## Histoire
Le 21 mai 1952 la ligne est déviée à Woluwe-Saint-Lambert entre le square de Meudon et la place Saint-Lambert par une nouvelle section empruntant la rue Montagne des Cerisiers, le Tomberg et la rue Voot, l'ancien tracé depuis le carrefour de la chaussée de Roodebeek avec l'avenue Paul Hymans par la rue Saint-Lambert est désaffecté (les voies entre square de Meudon et le carrefour de la chaussée de Roodebeek avec l'avenue Paul Hymans restent parcourues par la ligne 27).
La ligne est supprimée le 24 novembre 1969 et remplacée par une ligne d'autobus sous le même indice.